# وحدة مأهولة للمناورة

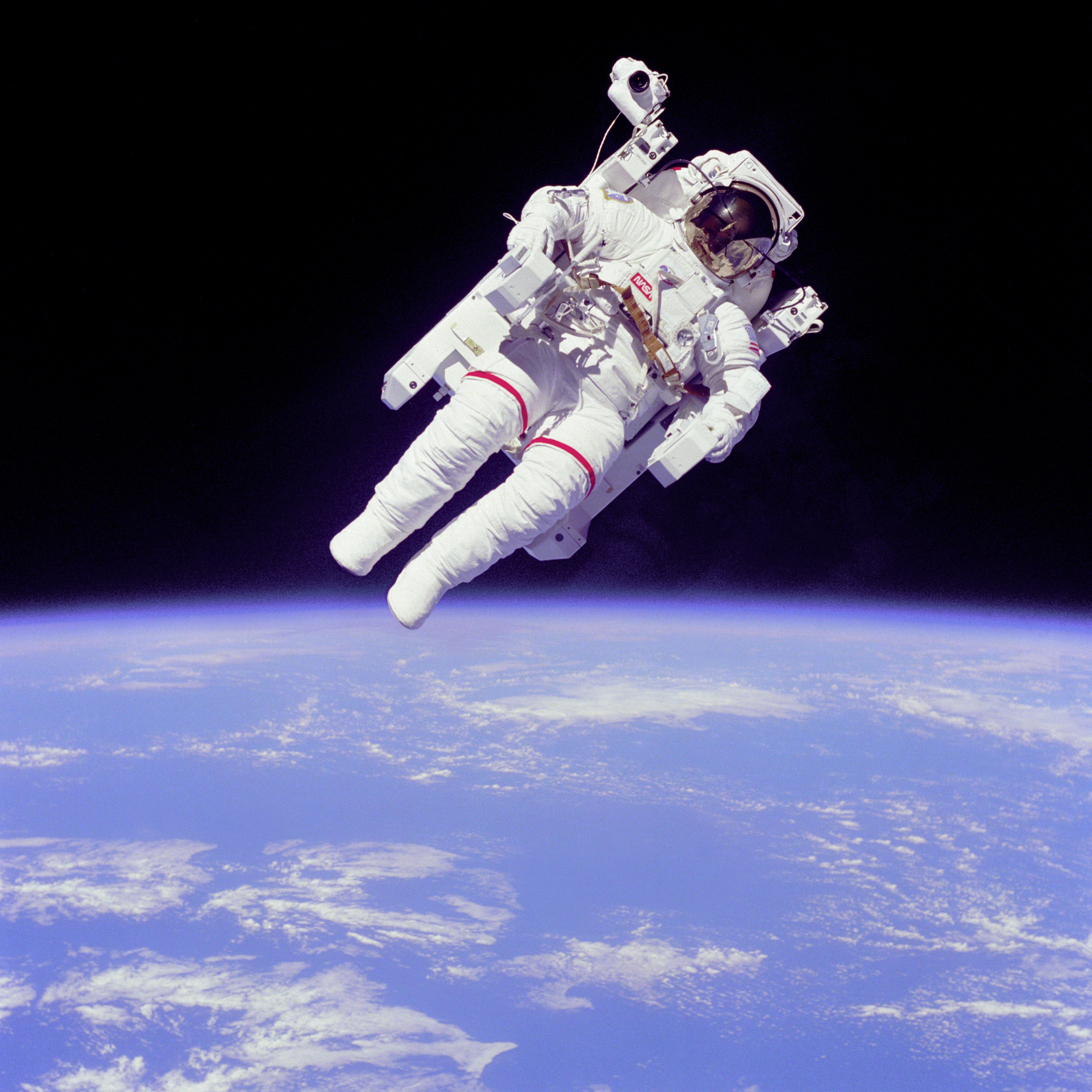
رائد الفضاء «بروس ماكاندلس» مرتديا وحدة المناورة الفضائية.

وحدة مأهولة للمناورة في الفضاء (بالإنجليزية: (Manned Maneuvering Unit (MMU) هو جهاز للدفع (صاروخي) صغير يلبسه رائد الفضاء على ظهره. طورته ناسا خلال السبعينيات من القرن الماضي بغرض الحركة والمناورة خارج المركبات الفضائية في الفضاء وقيام رائد الفضاء بأشغال وإصلاحات على الأقمار الصناعية من الخارج. يقوم بتلك الأعمال رائد فضاء مدرب يلبس هذا الجهاز على ظهره. أُجريت ثلاثة بعثات فقط بهذه الوحدة في الفضاء.
صنعت شركة مارتن ماريتا من كولورادو الوحدة، وهي بدون رابطة بينها مع المركبة الفضائية التي تحمله وتنقله إلى الفضاء. وكان الجهاز يوضع في خزانة المتاع في مركبة الفضاء المسماة «محطة دعم الطيران» (Flight Support Station (FSS . كان رائد الفضاء ينتقل في مركبة الفضاء إلى الجزء الخاص بخزن الأمتعة، ويبقي حائمًا فيها. وكانت الخازنة مزودة بماسكات يثبت رجل الفضاء رجليه عليهما. عندئذ يستطيع ارتداء وحدة المناورة على ظهره وتثبيتها على جسمه.

## وصفها
يبلغ طول وحدة المناورة 27و1 متر، بعرض 85 سنتيمتر. وهي مزودة بذراعين تستند عليهما ذراعي رائد الفضاء، في نهايتهما رافعة يستخدمهما رائد الفضاء في القيادة والمناورة. يمكن لذراعي الوحدة الانكماش في الوحدة فيكون حجم الوحدة 69 سنتيمتر عرضا و 22و1 متر طولا.
تحوي الوحدة 24 نفاثة دافعة للقيادة والتوجيه تعمل بغاز النيتروجين المضغوط. تبلغ الكتلة الكلية للوحدة 153 كيلوجرام وتحوي 6و10 كيلوجرام من الغاز الموجود في خزانين، كل منهما يحتوي على 3و5 كيلوجرام من النيتروجين. أعلى سرعة لوحدة المناورة قد تصل إلى 4و23 متر في الثانية.
تحتوي الوحدة أيضا على كاميرا للتصوير، وتُرى إلى جانب رأس رائد الفضاء.

## بعثاتها
قامت وحدة المناورة الفضائية بثلاثة بعثات خلال عام 1984 إلى الفضاء.
في الرحلة الأولى: قام بها رائدي الفضاء «بروس مكاندلس» وبوب ستيوارت في شهر فبراير 1984 باختبار الوحدة. وتمت الاختبارات بنجاح خارج مكوك الفضاء واستطاع الرائدان الابتعاد عن المكوك مسافة تبلغ 98 متر، كل على حده.
في الرحلة الثانية: تمت في أبريل 1984 . أتناء تلك البعثة حام رائد الفضاء «جورج نيلسون» بالوحدة الفضائية إلى القمر الصناعي «سولار ماكس» الذي كان قد أطلق إلى الفضاء قبله بثمانية
أشهر، إلا أنه لم يستطع التوصل إلى عدل توجيه القمر الصناعي الذي كان يدور حول نفسه من دون تحكم.
وبعد تلك المناورة بيومين استطاع الذراع الآلي لمكوك الفضاء الإمساك بالقمر الصناعي، وتم إصلاحه ثم أطلق سراحه في الفضاء. ثم قام رائد الفضاء «جيمس فان هوفتن» باختبار الوحدة الفضائية الثانية بالقرب من المكوك.
البعثة الثالثة: يرمز لها بالرمز STS-51-A وتمت في نوفمبر 1984 وهي البعثة الأخيرة بوحدة المناورة الفضائية. خلال تلك البعثة تم الإمساك بقمرين صناعيين: «وستار 5» وبلبا بي-2 اللذان كان مكوك الفضاء قد أوصلهما إلى مدار حول الأرض في فبراير، ثم إعادهما إلى الأرض. خلال المناورة الأولى قام رائد الفضاء «جوزيف ألان» بالإمساك القمر الصناعي بلبا وأعاده إلى المكوك. ثم قام «دال جاردنر» بالإمساك بالقمر الصناعي «وستار» وإعادته هو الآخر إلى مكوك الفضاء.
استخدمت في كل من البعثات الثلاثة نفس الوحدتان المجهزتان، ولم تستخدما بعد ذلك. فقد كان استخدامهما بالنسبة لناسا مخاطرة زائدة، إذ لم يؤديا مهماتهما بالدقة المطلوبة وكانت توجيههما صعبا. وبالنسبة للأشغال التي تتم على محطة الفضاء الدولية ISS فلا تصلح الوحدة المأهولة الفضائية لأداء تلك الأشغال نظرا لحجم الوحدة الكبير.
استعاضد ناسا عن وحدة المناورة الفضائية بجهاز آخر يسمى Simplified Aid for EVA Rescue (SAFER).

## اقرأ أيضا
- بذلة فضاء
- نظام نقل فضائي مأهول
- مركبة القيادة ووحدة الخدمة
- مركبة الهبوط على القمر
- عربة قمرية
- برنامج ساليوت
- مركبة فضائية
- محطة الفضاء الدولية